# Berkenbladroller
De berkenbladroller (Archips betulana) is een vlinder uit de familie bladrollers (Tortricidae). De wetenschappelijke naam is voor het eerst geldig gepubliceerd in 1787 door Jacob Hübner.
De soort komt voor in Europa.